# ラサのポタラ宮の歴史的遺跡群
ラサのポタラ宮の歴史的遺跡群（らさ の ぽたらきゅう の れきしてきいせきぐん、簡体字: 拉萨布达拉宫历史建筑群）は中華人民共和国西蔵自治区ラサ市にあるポタラ宮とその周辺の建造物のユネスコの世界遺産（文化遺産）としての総称である。

## 概要
ラサは吐蕃の首都であり宗教・政治上の最高責任者ダライ・ラマの鎮座する場所であった。そのため、ラサはチベット文化の中心地として発達した。ラサにあるポタラ宮をはじめとする建造物群は周辺の文化にも影響を与えチベット様式を確立。ブータン、北京、などにもその様式の影響が見られる建造物が存在する。

## 登録された建造物
- ポタラ宮
- トゥルナン寺（ジョカン・大昭寺）（2000年に追加登録）
- ノルブリンカ（2001年に追加登録）

## 登録基準
この世界遺産は世界遺産登録基準のうち、以下の条件を満たし、登録された（以下の基準は世界遺産センター公表の登録基準からの翻訳、引用である）。
- (1) 人類の創造的才能を表現する傑作。
- (4) 人類の歴史上重要な時代を例証する建築様式、建築物群、技術の集積または景観の優れた例。
- (6) 顕著で普遍的な意義を有する出来事、現存する伝統、思想、信仰または芸術的、文学的作品と直接にまたは明白に関連するもの（この基準は他の基準と組み合わせて用いるのが望ましいと世界遺産委員会は考えている）。